# Buenavista (södra Morelia)
Buenavista är en ort i Mexiko.   Den ligger i kommunen Morelia och delstaten Michoacán de Ocampo, i den södra delen av landet, 220 km väster om huvudstaden Mexico City. Buenavista ligger 2 238 meter över havet och antalet invånare är 152.
Terrängen runt Buenavista är huvudsakligen kuperad, men åt nordväst är den platt. Terrängen runt Buenavista sluttar västerut. Runt Buenavista är det tätbefolkat, med 493 invånare per kvadratkilometer. Närmaste större samhälle är Morelia, 16,9 km norr om Buenavista. I omgivningarna runt Buenavista växer i huvudsak blandskog.